# Дом Бехнам (Тебриз)
Дом Бехнам — историческое здание, расположенное в Тебризе, Иран (Восточный Азербайджан).

## История
Здание было построено во времена поздней династии Зенд (1750—1794) и в начале династии Каджаров (1781—1925) как жилой дом. Во время правления Насер ад-Дин Шах Каджара (1848—1896) здание было существенно отремонтировано и украшено орнаментальной росписью.
С 23 апреля 1997 года дом включен в список национальных памятников Ирана.

## Описание
Дом Бехнам расположен в центре Тебриза, за зданием муниципалитета Тебриза, на улице Максудия.
Дом состоит из главного здания, называемого Зимним зданием, и небольшого строения, называемого Летним зданием.
Зимний корпус представляет собой двухэтажное симметричное сооружение. Как и многие традиционные дома в Иране, этот дом имеет внутренний (اندرونی, андаруни) и внешний (بيرونی, бируни) дворы, причем первый из двух дворов больше.
Во время реконструкции здания в 2009 году были обнаружены ранее неизвестные миниатюрные фрески, которые были отреставрированы специалистами. В настоящее время дом находится на балансе Тебризского университета искусств.

## Галерея

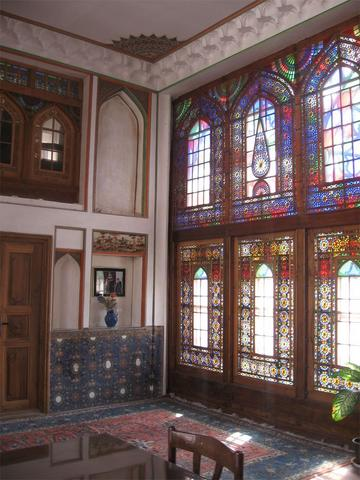
Главный зал на первом этаже
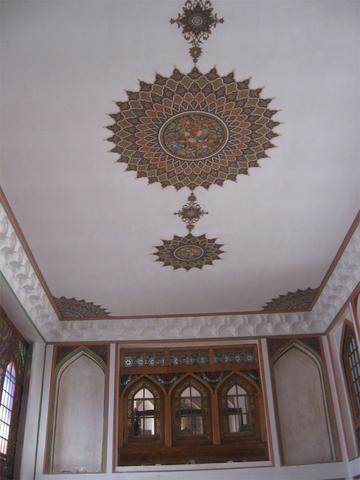
Потолок главного зала
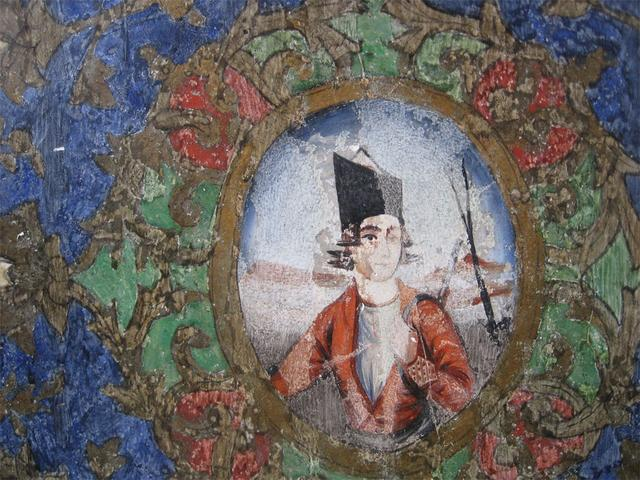
Деталь фрески
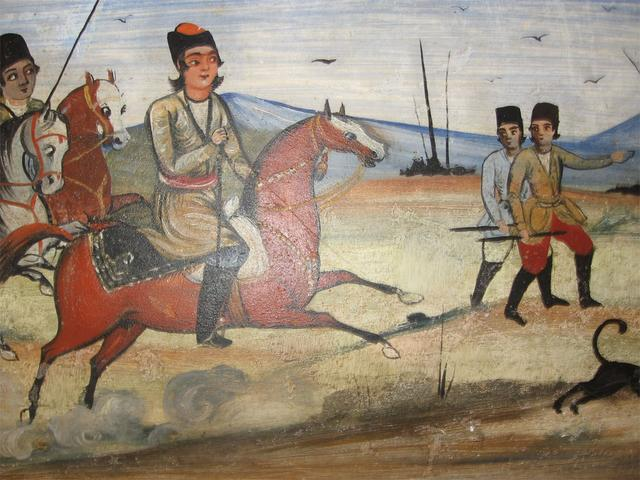
Деталь фрески
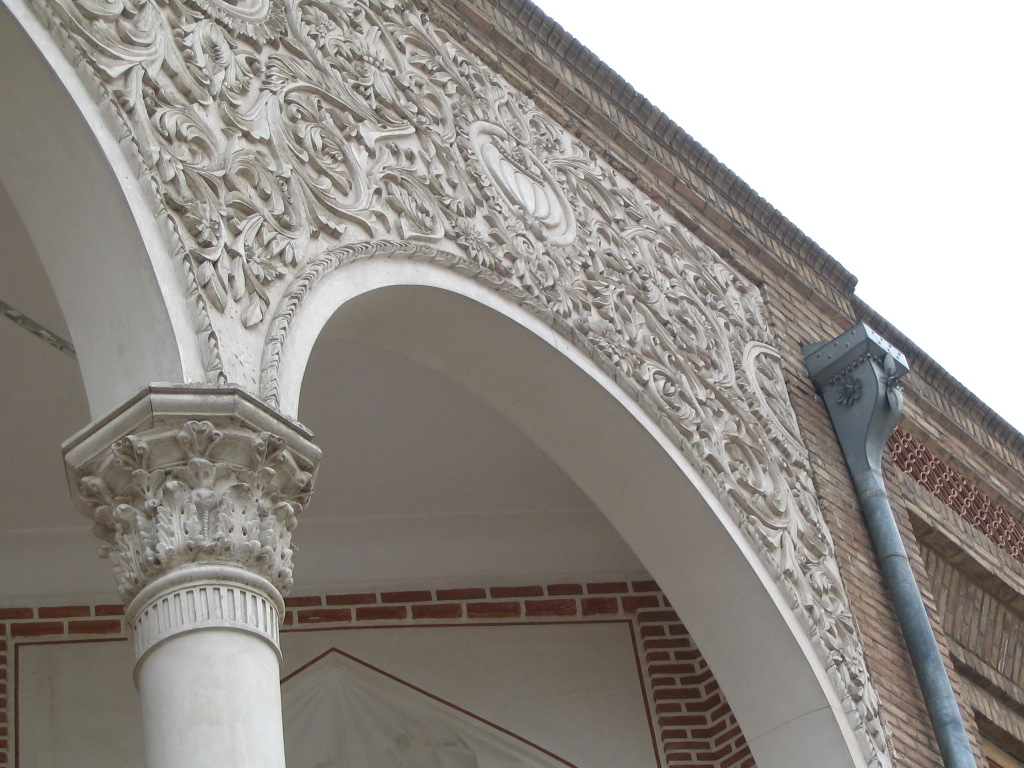
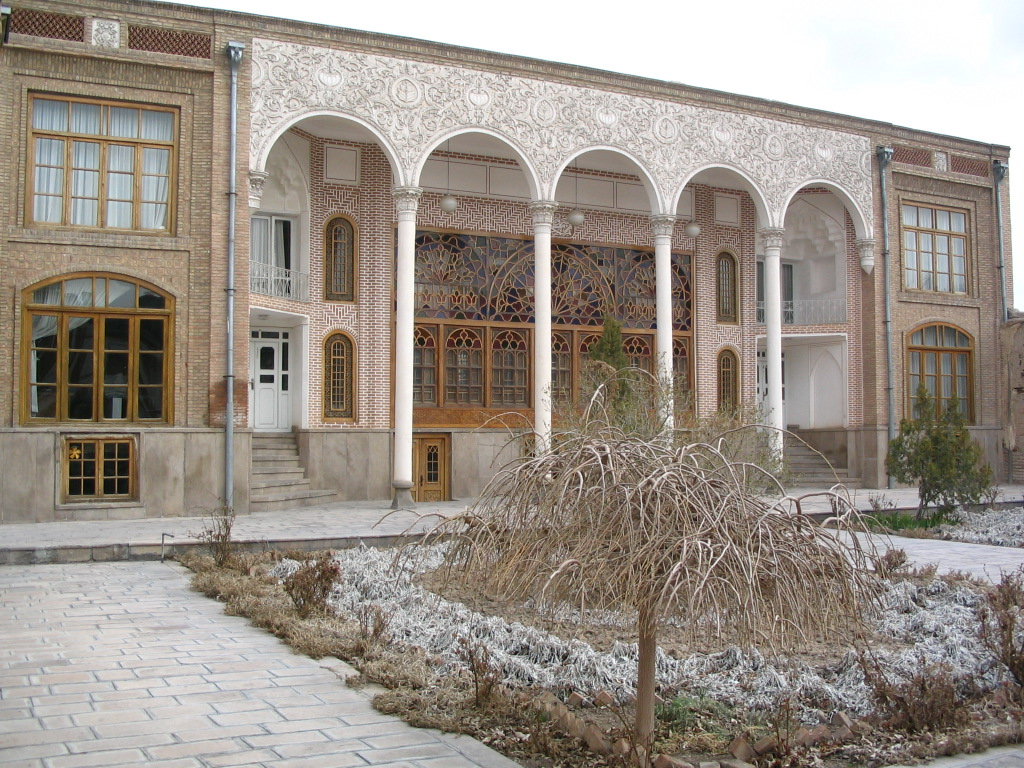
Вход в здание
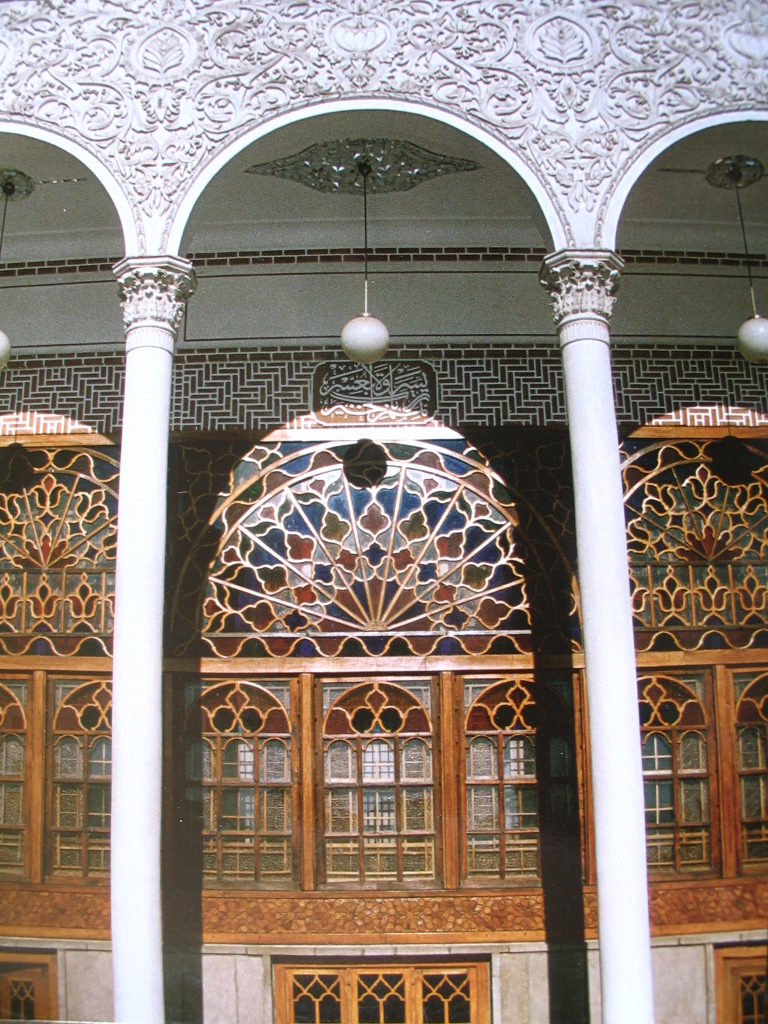
Орнаментальная роспись